# Hamlet (album)
Il 22° album in studio di Johnny Hallyday e il suo primo doppio album, Hamlet è un'opera rock ispirata dall'omonima tragedia di William Shakespeare.

## Accoglienza
Frutto di un lavoro di preparazione di 6 anni, all'epoca l'album fu per gli standard di vendita di Hallyday un clamoroso insuccesso commerciale, vendendo solo 140 000 copie. Il fiasco di Hamlet portò Sylvie Vartan a cancellare il progetto di un'opera rock ispirata ad Alice nel Paese delle Meraviglie.

## Tracce
Disco 1
1. Ouverture (strumentale)
2. Prologue
3. Le vieux roi est mort
4. Le spectre du roi
5. L'orgie
6. Prière du spectre à Hamlet
7. Roi vivant
8. J'effacerai de ma mémoire
9. Je suis fou
10. On a peur de lui
11. Ophélie, oh folie
12. L'asticot roi
13. Je lis
14. Quel mal te bouffe
15. Doute

Disco 2
1. To be or not to be
2. Un trône est sans roi
3. Tue-le
4. Ta mère est putain
5. Pour l'amour
6. Le cimetière
7. Écoutez (strumentale)
8. Écoutez
9. La mort d'Ophélie
10. Je l'aimais - Il est fou
11. Le duel
12. La mort d’Hamlet
13. Le rideau tombe

## Crediti
- Testi: Gilles Thibaut
- Musiche: Pierre Groscolas
- Arrangiamento: Gabriel Yared e Roger Loubet
- Tastiere:  Gabriel Yared e Roger Loubet
- Basso: Jannick Top, Christian Padovan
- Chitarra: Slim Pezin, Jean-Pierre Azoulay
- Batteria: Jean Schultheis, André Sitbon